# (6277) Siok
(6277) Siok est un astéroïde de la ceinture principale.

## Description
(6277) Siok est un astéroïde de la ceinture principale. Il fut découvert le 24 août 1949 à Flagstaff par Henry Lee Giclas et Robert D. Schaldach. Il présente une orbite caractérisée par un demi-grand axe de 2,21 UA, une excentricité de 0,20 et une inclinaison de 6,7° par rapport à l'écliptique.

## Étymologie
Cet astéroïde est nommé en l'honneur de Steve Siok (1949-) et Kathy Siok (1949-).